# Эфраимит
Эфраимит, эфраимиты (нем. Ephraimiten) — народно-обиходное название значительно ухудшенных монет, которые чеканили при прусском короле Фридрихе II, для покрытия расходов вызванных Семилетней войной.

## История
В самом начале Семилетней войны в 1756 году войска прусского короля Фридриха II оккупировали Саксонию. На тот момент ею правил Фридрих Август II, также известный как польский король Август III. Занятый пруссаками монетный двор Лейпцига был передан в управление Фейтелю Эфраиму. Новый арендатор начал чеканку саксонских и польских монет, в основном тымпфов, со значительно меньшим содержанием в них серебра. Фейтель Эфраим, будучи подданным прусского короля, не только использовал штемпеля других государств, но и указывал на монетах неверные довоенные даты, что делало ещё более затруднительным идентификацию данных денежных знаков.
Впоследствии порчу монет стали практиковать и на других монетных дворах. В народе, все они приобрели название «эфраимитов». Также возникла поговорка: «Von auβen schön, von innen schlimm; von auβen Friedrich, von innen Ephraim» (рус. Снаружи мил, внутри гнил, снаружи Фридрих, внутри Эфраим).
Кроме серебряных выпускали и золотые «эфраимиты». Так, в Берлине было отчеканено около 3 млн т. н. «новых августдоров» с использованием захваченных в Саксонии штемпелей и неверной датой. Каждый из них содержал всего около трети золота по сравнению с довоенными аналогами. Та же судьба постигла и фридрихсдоры, содержание золота в которых уменьшилось с 6,05 до 4,2 г..
Порча монет приобрела колоссальные масштабы. Из одной кёльнской марки (233,588 г) серебра вместо определённых грауманской монетной стопой 14 талеров, чеканили 45. Всего эфраимитов было выпущено на номинальную сумму 7 млн талеров монетами разных номиналов.
После окончания войны эфраимиты были изъяты из обращения.